# Azerbeidzjan op het Eurovisiesongfestival 2020
Azerbeidzjan zou deelnemen aan het Eurovisiesongfestival 2020 in Rotterdam, Nederland. Het zou de 13de deelname van het land aan het Eurovisiesongfestival geweest zijn. ITV was verantwoordelijk voor de Azerbeidzjaanse bijdrage voor de editie van 2020.

## Selectieprocedure
De Azerbeidzjaanse openbare omroep bevestigde op 16 september 2019 te zullen deelnemen aan de komende editie van het Eurovisiesongfestival. Azerbeidzjan opteerde wederom voor een interne selectie. Geïnteresseerden konden zich kandidaat stellen tussen 22 januari en 7 februari 2020. Op 28 februari 2020 werd duidelijk dat Efendi Azerbeidzjan zou gaan vertegenwoordigen. Haar nummer, Cleopatra getiteld, werd vrijgegeven op 10 maart 2020.

## In Rotterdam
Azerbeidzjan zou aantreden in de eerste halve finale op dinsdag 12 mei. Het Eurovisiesongfestival 2020 werd evenwel geannuleerd vanwege de COVID-19-pandemie.
2008 · 2009 · 2010 · 2011 · 2012 · 2013 · 2014 · 2015 · 2016 · 2017 · 2018 · 2019 · 2020 · 2021 · 2022 · 2023 · 2024 · 2025
Albanië · Armenië · Australië · Azerbeidzjan · België · Bulgarije · Cyprus · Denemarken · Duitsland · Estland · Finland · Frankrijk · Georgië · Griekenland · Ierland · IJsland · Israël · Italië · Kroatië · Letland · Litouwen · Malta · Moldavië · Nederland · Noord-Macedonië · Noorwegen · Oekraïne · Oostenrijk · Polen · Portugal · Roemenië · Rusland · San Marino · Servië · Slovenië · Spanje · Tsjechië · Verenigd Koninkrijk · Wit-Rusland · Zweden · Zwitserland